# El Tesoro
El Tesoro és un balneari de l'Uruguai ubicat al sud del departament de Maldonado. Es troba sobre la Ruta Interbalneària, sobre l'Arroyo Maldonado, al costat de San Rafael – El Placer. Limita al sud amb el balneari de La Barra.

## Població
Segons les dades del cens de 2004, El Tesoro tenia una població aproximada de 781 habitants i comptava amb 605 habitatges.
| Any  | Població |
| ---- | -------- |
| 1963 | 74       |
| 1975 | 125      |
| 1985 | 300      |
| 1996 | 595      |
| 2004 | 781      |
| 2011 | 1396     |